# True to Life
True to Life – album amerykańskiego muzyka Raya Charlesa, wydany w 1977 roku. Zawiera on dużo coverów, w tym m.in. The Beatles i Joe Cockera.

## Lista utworów
| 1. | „I Can See Clearly Now”            | 4:22  |
|    |                                    |       |
| 2. | „The Jealous Kind”                 | 4:38  |
|    |                                    |       |
| 3. | „Oh, What a Beautiful Morning”     | 4:30  |
|    |                                    |       |
| 4. | „How Long Has This Been Going On?” | 5:07  |
|    |                                    |       |
| 5. | „Be My Love”                       | 4:19  |
|    |                                    |       |
| 6. | „Anonymous Love”                   | 4:36  |
|    |                                    |       |
| 7. | „Heavenly Music”                   | 3:38  |
|    |                                    |       |
| 8. | „Game Number Nine”                 | 4:07  |
|    |                                    |       |
| 9. | „Let It Be”                        | 3:27  |
|    |                                    |       |
|    |                                    | 38:44 |
|    |                                    |       |